# Wairoa
Wairoa – miasto w Nowej Zelandii. Położone we wschodniej części Wyspy Północnej, w regionie Hawke’s Bay, 4 104 mieszkańców. (dane szacunkowe - styczeń 2010).